# Sjeverozapadna Hrvatska
Sjeverozapadna Hrvatska je jedno od tri statistička područja Hrvatske koje je u suradnji s Eurostatom odredio Državni zavod za statistiku. Gospodarski je najrazvijenija hrvatska regija.
U sjeverozapadnu Hrvatsku spadaju ove županije:
1. Grad Zagreb
2. Zagrebačka županija
3. Krapinsko-zagorska županija
4. Varaždinska županija
5. Koprivničko-križevačka županija
6. Međimurska županija